# Реакция дегидратации
Дегидрата́ция (иногда ошибочно называют дегидрацией) — реакция отщепления воды от молекул органических соединений и неорганических соединений.

## Примеры реакций дегидратации
Дегидратация спиртов:
Внутримолекулярная (в присутствии концентрированной {\displaystyle {\ce {H2SO4}}}):
{\displaystyle {\ce {C2H5OH -> CH2=CH2 + H2O}}};
{\displaystyle {\ce {CH2(OH)-CH2(OH) -> CH2=CH-OH -> CH3-CHO}}};
{\displaystyle {\ce {CH3-CH(CH3)-CH(OH)-CH3 -> CH3-C(CH3)=CH-CH3 + H2O}}}.
При дегидратации глицерина образуется акролеин:
Межмолекулярная:
{\displaystyle {\ce {CH3-CH2-OH + HO-CH2-CH3 -> CH3-CH2-O-CH2-CH3 + H2O}}};
{\displaystyle {\ce {CH3-OH + HO-C2H5 -> CH3-O-C2H5 + H2O}}}.
Частным примером межмолекулярный дегидратацией является образование сложных эфиров (этерификация), например, образование этилацетата из уксусной кислоты и этанола:
{\displaystyle {\ce {C2H5OH + CH3COOH -> CH3COOC2H5 + H2O}}}.
Примером дегидратации неорганического соединения может служить обжиг гипса:
{\displaystyle {\ce {CaSO4.2H2O -> CaSO4.1/2H2O + 1 1/2H2O}}}.

## Применение реакции
Путём дегидратации получают простые и сложные эфиры, синтетические смолы, пластмассы, лекарственные, взрывчатые вещества и др.